# Ф. Енсті
Томас Енсті Гатрі (англ. Thomas Anstey Guthrie; 8 серпня 1856, Кенсінгтон, Лондон — 10 березня 1934) — британський письменник-гуморист. Писав під псевдонімом Ф. Енсті (англ. F. Anstey), у своїх творах часто звертався до фантастики.

## Життєпис
Син органістки та композиторки Августи Енсті та Томаса Енсті Гатрі (англ. Thomas Anstey Guthrie). Освіту здобув у Королівському коледжі в Лондоні та у Триніті-Голлі в Кембриджі, де спеціалізувався на юриспруденції; 1880 року відкрив власну адвокатську практику. 1882 року випустив свій перший твір «Vice-Versa» — фантастичну історію про те, як батько і його син-школяр помінялися місцями; книга, яку тепло прийняла критика, принесла Енсті репутацію письменника-гумориста.
1883 року побачив світ новий твір Гатрі — «серйозний» роман «Одяг велетня» (англ. The Giant's Robe), який також мав успіх. Попри доброзичливий прийом 1889 року чергового «серйозного» роману «Парія» (The Pariah), Гатрі ще в першій половині 1880-х років вважав, що публіка сприймає його як гумориста, а не романіста, очікуючи від нього відповідних книг. Таку його популярність закріпили гумористичні твори «Чорний пудель» (The Black Poodle; 1884), «Забарвлена Венера» (The Tinted Venus; 1885), «Занепалий ідол» (A Fallen Idol; 1886), «Турмалінові перевірки часу» (Tourmalin's Time Cheques; 1891; один з перших фантастичних творів про подорожі в часі), «Baboo Jabberjee BA» (1897), «Мідний глечик» (The Brass Bottle; 1901, екранізовано 1923 року), «Баярд з Бенгалії» (A Bayard from Bengal; 1902), «Тільки іграшки» (Only Toys; 1903), «Солоний мигдаль» (Salted Almonds; 1906).
Також співпрацював у журналі «Панч», де опубліковано його фейлетон «Voces populi» та пародії на різні декларації («Burglar Bill» та інші). Від 1901 року в «Панчі» став виходити його фарсовий фейлетон «Людина з Бланклі» (The Man from Blankley's), який мав значний успіх і за мотивами якого незабаром поставлено п'єсу в театрі «Принц Уельський». На рубежі XIX—XX століть романи Гатрі були популярні не тільки в рідній Великій Британії, але й у Швеції (майже всі їх перекладено шведською невдовзі після виходу). У XX столітті деякі його твори екранізовано. Перекладена російською мовою повість «Мідний глечик» послужила джерелом основних мотивів для повісті-казки Лазаря Лагіна «Старий Хоттабич» (1938) та її продовження «Мідний глечик старого Хоттабича». Повість тричі екранізовано: британський німий фільм 1914 року, американський німий фільм 1923 року і американський звуковий фільм 1964 року